# Въведение Богородично (Русяци)
Вижте пояснителната страница за други значения на Въведение Богородично.
„Въведение Богородично“ или „Света Богородица Пречиста“ (на македонска литературна норма: „Света Богородица Пречиста“) е възрожденска православна църква в поречкото село Русяци, Северна Македония. Църквата е част от Стружкото архиерейско наместничество на Дебърско-Кичевската епархия на Македонската православна църква – Охридска архиепископия.
Църквата е гробищен храм, разположен в южния край на селото, на самия му вход. Изградена е в 1873 година.